# Z.O.E 2167 IDOLO
『Z.O.E 2167 IDOLO』（ゾーン・オブ・エンダーズ 2167 イドロ）は、2001年3月1日に発売されたOVA。コナミのゲームシリーズ『ZONE OF THE ENDERS』のメディアミックス作品の一つであり、PlayStation 2用ゲームソフト『ZONE OF THE ENDERS Z.O.E』（以下『Z.O.E』）と同時発売された。制作はVAP。

## 概要
バフラムのLEVパイロットであるラダム・レヴァンズを主人公に、史上初のオービタルフレーム（以下OF）・イドロの開発とそれに関わる「ダイモス事件」について扱った作品。『Z.O.E』本編以前の話にあたるストーリーだがそれとは別に、同じスタッフによる連続テレビアニメ『Z.O.E Dolores, i』（以下『Dolores, i』）が本作の直接的な続編となっており、本作の事件は『Dolores, i』のストーリー展開に対する伏線となっている。
2012年10月24日に本作のBlu-ray Disc版が発売。
バンダイチャンネルでも配信されている。

## 登場人物
ラダム・レヴァンズ
声 - 子安武人
バフラムのパイロット。プライドが高く、その精神の強さがメタトロンに呼応、イドロに超絶的な性能を発揮させる。
だがメタトロンの狂気に蝕まれて、潜入した地球軍を殴り殺しかけてしまい、我を取り戻す。そして己のプライドが単なる負けず嫌いでしかないこと、他人を見返したいだけであることに気付き、軍を退役することを決意する。
しかし、愛するドロレスとレイチェルが地球軍によってダイモスステーションに連れ去られ、ラダムは独断で出撃してイドロ単機でダイモスステーションに特攻。地球軍の迎撃を粉砕してドロレスに救いの手を伸ばす。
ドロレス・ヘイズ
声 - 桑島法子
OF技術者で、ラダムはドリーの愛称で呼んでいる。ラダムの恋人であり、己の性根に悩む彼をいたわる。
しかしレイチェルと一緒に地球軍に拉致され、バフラムの内通者の放った凶弾からレイチェルをかばって斃れてしまう。そして死の間際、その手からイドロに何かが転写された。
ヴァイオラ・ギュネー
声 - 手塚ちはる
ラダムの同僚。自分をバフラムに勧誘したラダムに好意を持っており、ドロレスを助けに向かおうとするラダムを引き止めようとする。
ラダムに拒まれ、彼の死を直面した後、戦鬼と化して死を追い求めるような狂乱さを持ち始める。そして5年後の2172年、木星のコロニー「アンティリア」へ向かう。
その後の彼女の狂乱ぶりは、『Z.O.E』、『ANUBIS ZONE OF THE ENDERS』で示される。
レイチェル・スチュワート・リンクス
声 - 榊原良子
OF開発責任者。人間の精神に反応し、魔法としか思えぬ力を出す未知の超物質メタトロンを使った超兵器、OFイドロを開発する。
しかし、メタトロンの強すぎる「魔力」が搭乗者の精神を狂わせ、その狂気がさらに魔力を引き出す悪循環に気づいて開発中止を進言するがすでに遅く、バフラム内の内通者とイドロ強奪のために潜入した地球軍に拉致されてしまう。ダイモスステーションでのイドロとラダムの暴走には生き延びたものの、公式には「ダイモスステーションで新型LEVの暴走に巻き込まれて死亡した」ことにされてしまう。
地球人の別れた夫ジェイムズとの間に一男一女があり、彼らとの物語は『Dolores, i』で語られる。

## メカニック
- イドロ
- ネイト
- ファントマ

## スタッフ
- 企画 - サンライズ
- 原作 - KCE Japan
- 監督 - 渡邊哲哉
- 脚本 - 吉田伸
- メインキャラクターデザイン - 平山円
- キャラクターデザイン - 堀井久美
- メカデザイン - 鈴木勤、宮澤努
- 音楽 - 七瀬光
- ストーリーボード - 近藤信宏
- 美術設定 - 平沢晃弘
- 美術監督 - 佐藤勝
- 色彩設定 - 中里智恵
- 撮影監督 - 桶田一展
- 編集 - 辺見俊夫
- 音響監督 - 鶴岡陽太
- 企画プロデューサー - 宮河恭夫
- 企画担当 - 安川浩司
- プロデューサー - 大島満・藤原麻千子（バップ）、指田英司・大橋千恵雄
- 制作著作 - バップ、サンライズ